# 유니버설 로비나 코퍼레이션
유니버설 로비나 코퍼레이션(영어: Universal Robina Corporation)은 필리핀의 식음료업 기업이다.

## 같이 보기
- JG 서밋 홀딩스